# 菊池潤
菊池 潤（きくち じゅん、1965年9月21日 - ）は、神奈川県逗子市出身のイラストレーター。東京都町田市在住。日本イラストレーター協会会員。趣味はバンド活動。

## 受賞
- 2009年 - イラストレーター・オブ・ザイヤー[2]
- 2013年 - イラストレーター・オブ・ザイヤー[3]
- 2015年 - 最優秀広告イラストレーター[4]
- 「マルスグラフィックポスターコンクール」受賞「クレセントイラストコンペ」その他入選。